# Fusil Dreyse

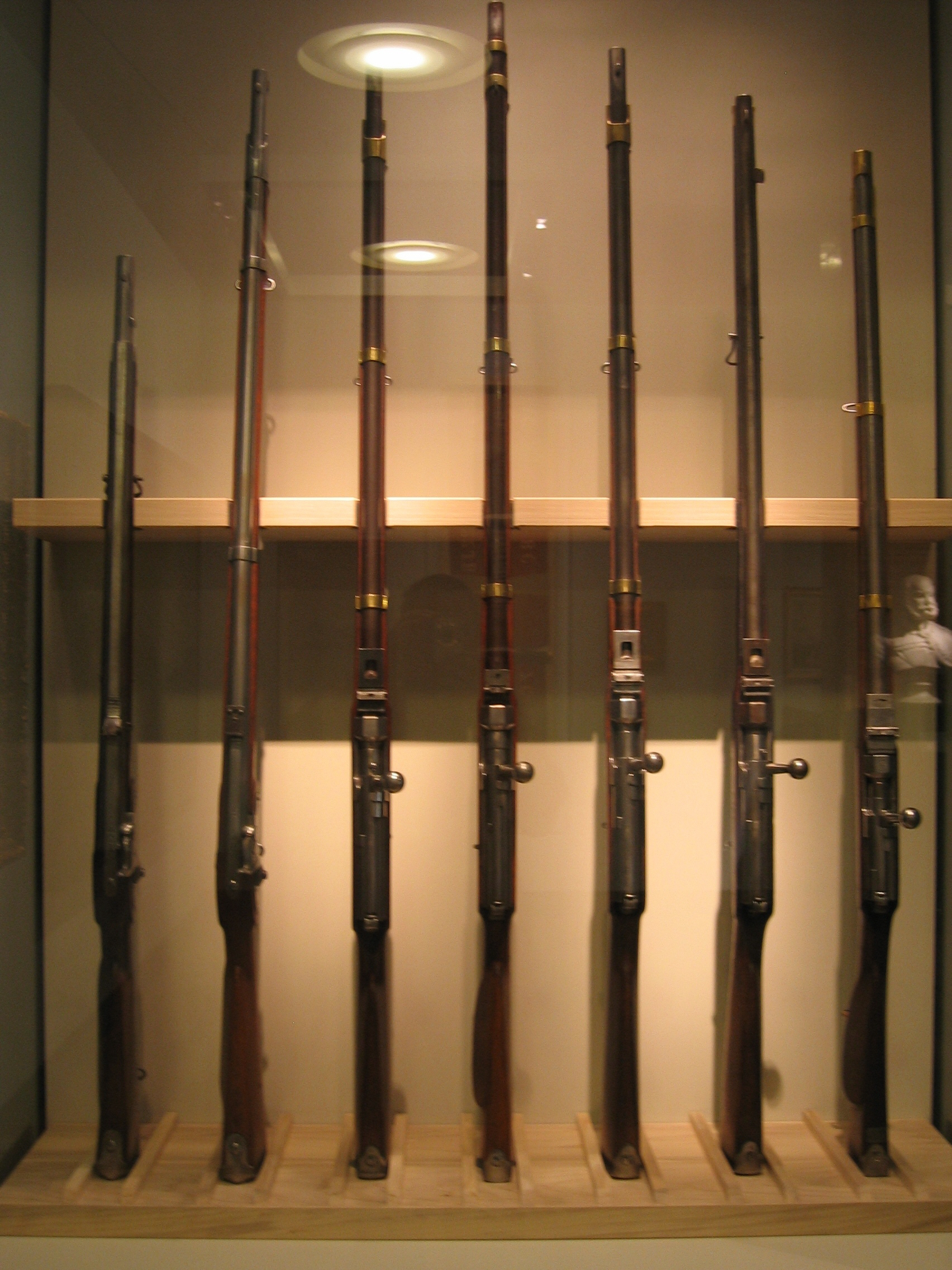
Le fusil Dreyse d'origine est le troisième en partant de la gauche ; les autres fusils sont les versions ultérieures de cette arme.

Le fusil Dreyse est l'un des premiers fusils de guerre à chargement par la culasse. Doté d'un canon rayé augmentant portée et précision, il équipa l'armée prussienne à partir de la guerre des duchés et montra toute son efficacité lors de la guerre austro-prussienne. Le fusil Dreyse (bien secondé par le fusil bavarois Werder-Gewehr M/1869) fut opposé au fusil Chassepot lors de la guerre franco-prussienne de 1870.

## Développement de l'arme

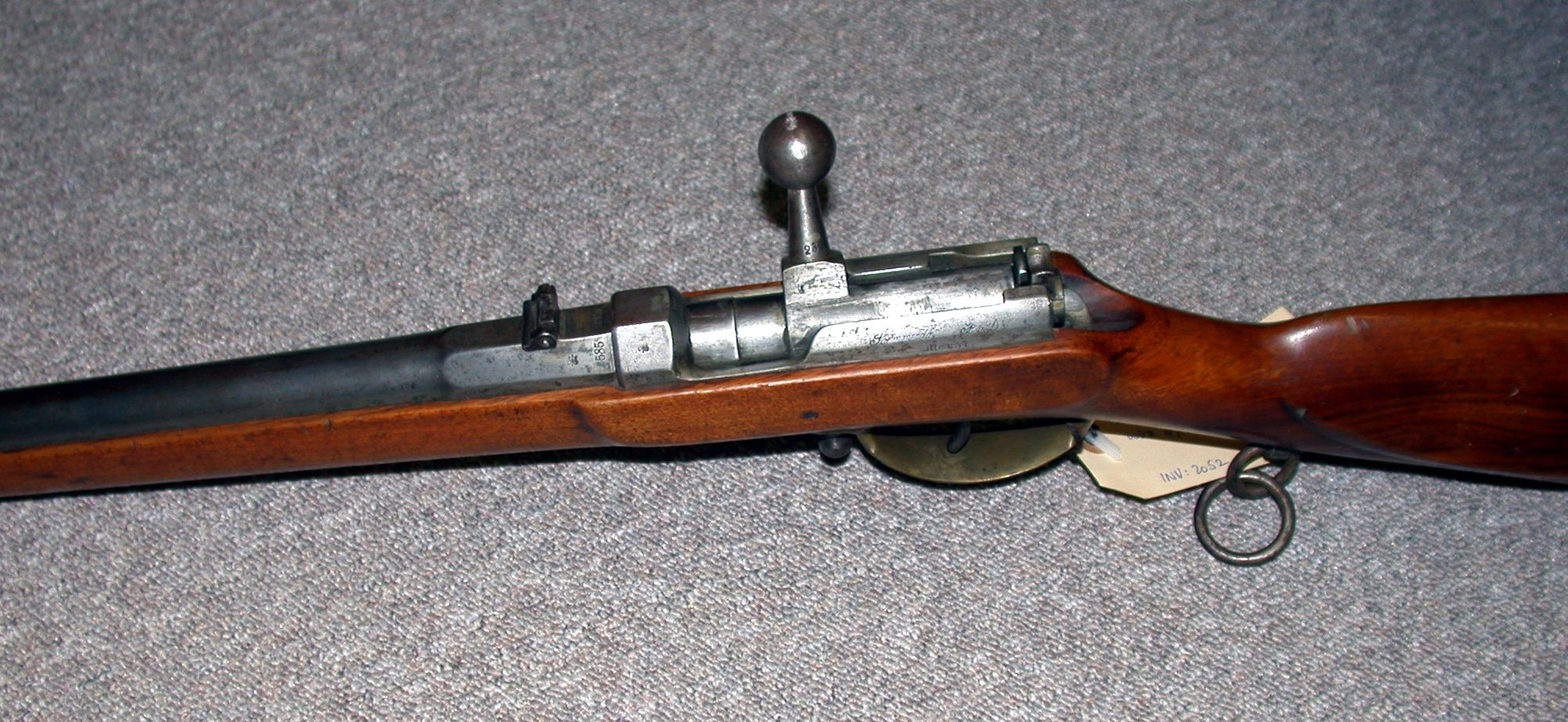
Culasse Dreyse

Le fusil Dreyse a été mis au point par Johann Nikolaus von Dreyse, reprenant les idées de Jean-Samuel Pauly.
Il allonge le percuteur (appelé alors « aiguille ») de façon que traversant la charge de poudre, il aille frapper une amorce de fulminate de mercure logée dans un évidement du sabot sur lequel s’appuie la balle.
En 1837, il invente la culasse mobile verrouillée (à obturateur coulissant) sur un épaulement par la rotation imprimée par un levier latéral : c'était l'ancêtre de la fameuse culasse Mauser. Les crachements étaient rejetés vers l'avant par la conception de l'arrière du canon et de l'avant de la culasse : le premier en cône saillant, la seconde en cône creux.
En 1839, arme et munitions étaient au point : elles furent proposées à la Prusse qui fit des essais dans le plus grand secret. L'arme fut adoptée le 4 décembre 1840 sous la dénomination Percussionsgewehr Modell 1841. Une petite série donna entière satisfaction lors de l’insurrection badoise de 1847. Dès lors, le « Dreyse » fut progressivement intégré dans l'armée, d'abord dans des régiments spécifiques comme les chasseurs (Jäger), puis à partir de 1862, une amélioration du fusil entraîne la production en grande série du nouveau Modell 1862, qui est distribué aux corps de troupe avec discrétion pour équiper l'armée prussienne.
En 1864 à la guerre prusso-danoise, puis en 1866 lors de la guerre austro-prussienne à Podol et Sadowa, le fusil Dreyse montre sa supériorité face aux armes à chargement par la bouche.
Il permet : 
- de porter la cadence de tir à 6-8 coups par minute ;
- de tirer en position couchée, plus stable, et qui expose moins le tireur au feu adverse ;
- de rayer le canon, ce qui augmente la précision et la portée, atteignant ainsi une cible jusqu'à 1 000 mètres.

Le Dreyse sera remplacé dès 1872 dans l'armée allemande par le Mauser Modèle 71, plus sûr.
La société Munitions- und Waffenfabrik AG de Sömmerda, d'abord spécialisée dans la fabrication de fusils Dreyse, se diversifia à la fin du XIXe siècle dans les armes à feu, balles de fusil et détonateurs ; lorsqu'elle fit faillite en 1901, les actionnaires de Rheinmetall la rachetèrent et l'incorporèrent au groupe.

## Caractéristiques techniques

### Le fusil
Les caractéristiques du modèle d'origine de 1841, dit M41, étaient :
- Calibre : 15,4 mm[4] ;
- Longueur : 142,5 cm ;
- Canon : 90,7 cm (quatre rayures à droite, profondeur des rayures 0,78 mm, largeur des rayures 6 mm, pas de 732 mm) ;
- Masse : 4 615 g ;
- une hausse à curseur mobile ;
- capacité : un coup.

### Les cartouches
La cartouche combustible en papier a un diamètre de 16 mm. Elle est chargée de 4,8 g de poudre noire et d'une balle de 31 g en plomb de forme ovoïde sous-calibrée (diamètre de 13,6 mm).
- Longueur de la cartouche : 56 mm environ.
- Vitesse initiale : 295 à 305 m/s et portée maximale de 600 m.